# Purpurglansänka
Purpurglansänka (Vidua purpurascens) är en fågel i familjen änkor inom ordningen tättingar.

## Utbredning och systematik
Fågeln förekommer i sydvästra Angola, Kenya, norra och nordöstra Tanzania, sydöstra Demokratiska republiken Kongo, södra och östra Zambia, Malawi, västra Moçambique, nordöstra Botswana, Zimbabwe och nordöstra Sydafrika (Limpopo och Mpumalanga. Den behandlas som monotypisk, det vill säga att den inte delas in i några underarter.

## Status
Arten har ett stort utbredningsområde och beståndet anses stabilt. Internationella naturvårdsunionen IUCN listar den därför som livskraftig (LC).